# Massimo Meregalli
Massimo Meregalli (Monza, 21 januari 1971) is een Italiaans voormalig motorcoureur.

## Carrière
Meregalli begon zijn internationale motorsportcarrière in 1991, toen hij debuteerde in het wereldkampioenschap superbike op een Yamaha, waarin hij zes raceweekenden reed. Hij kwam enkel tot scoren met een veertiende plaats in Anderstorp. Met 2 punten eindigde hij op de tachtigste plaats in het klassement. Tevens eindigde hij dat jaar op plaats 24 in het Italiaans kampioenschap superbike. In 1992 reed hij in het WK superbike enkel in de races in Hockenheim; in de eerste race viel hij uit, terwijl hij in de tweede race op plaats 24 eindigde. Ook keerde hij terug in het Italiaans kampioenschap, waarin hij achttiende werd in de eindstand.
In 1994 reed Meregalli in zes raceweekenden van het WK superbike, waarin een negende plaats in Misano zijn beste resultaat was. Hij scoorde 30 punten en eindigde hiermee op plaats 21. Verder werd hij in het Italiaans kampioenschap superbike vierde met 112 punten, achter Fabrizio Pirovano, Valerio Destefanis en Piergiorgio Bontempi. In 1995 nam hij deel aan alle Europese races van het WK superbike, met een elfde plaats in Monza als hoogste klassering. Met 14 punten eindigde hij op plaats 28 in de rangschikking. Daarnaast werd hij met 117 punten derde in de Italiaanse klasse, achter Paolo Casoli en Pirovano. In 1996 nam hij deel aan een race in de Thunderbike Trophy op het Circuit Mugello, waarin hij zowel de pole position als de overwinning behaalde.
In 1997 kwam Meregalli uit in de nieuwe wereldserie Supersport op een Yamaha. In Misano werd hij de eerste winnaar van een race in deze klasse. Hiernaast behaalde hij pole positions in Monza en Albacete, en stond hij in deze laatste race ook op het podium. Met 96 punten werd hij vijfde in het kampioenschap. In 1998 behaalde hij twee podiumplaatsen in Donington en Misano, waardoor hij met 90 punten opnieuw vijfde werd in het kampioenschap.
In 1999 werd de wereldserie Supersport vervangen door een officieel wereldkampioenschap, waarin Meregalli nog altijd voor Yamaha reed. Hij moest echter de eerste drie races missen vanwege een blessure. Hierna behaalde hij een pole position en een podiumplaats in Misano en werd hij met 53 punten twaalfde in de eindstand. In 2000 was een vierde plaats in Monza zijn beste resultaat en hij werd met 58 punten elfde in het klassement. Hij reed zijn laatste motorsportrace in 2001 in het Italiaans kampioenschap Supersport op het Autodromo Nazionale Monza, waarin hij zesde werd. Na zijn carrière als coureur bleef hij actief in de sport, maar nu in de rol van manager.